# Georg Luber (Politiker)
Georg Luber (* 6. November 1893 in Nürnberg; † 6. Januar 1961 in München) war ein deutscher Landwirt und Abgeordneter der NSDAP.

## Werdegang
Nach Studium der Landwirtschaft, das er mit Diplom abschloss, war er ab 1917 als Gutsinspektor in Schlesien tätig. Von 1922 bis 1929 war er Verwalter des Thüringischen Lehrguts. 1929 erwarb er das Gut Stocka bei Abensberg.
Luber trat zum 1. Januar 1931 der NSDAP bei (Mitgliedsnummer 409.079) und schloss sich auch der SA an, bei der er den Rang eines Brigadeführers erreichte. Bei der Landtagswahl im April 1932 zog er in den Bayerischen Landtag ein. Nach dessen Gleichschaltung im Zuge der nationalsozialistischen „Machtergreifung“ holte ihn Ministerpräsident Ludwig Siebert 1933 als Staatsminister, dann Kommissar zur besonderen Verwendung in sein Kabinett.
Noch im gleichen Jahr wurde er – ohne unmittelbaren Ortsbezug – in Eggenfelden und Schrobenhausen zum Ehrenbürger ernannt.